# مختبر لورنس بيركلي الوطني
مختبر لورنس بيركلي الوطني (LBNL)، هو مختبر وطني يتبع لوزارة الطاقة الأمريكية، وهو أقدم المختبرات الأمريكية الوطنية التابعة لوزارة الطاقة. يقع المختبر على تلة تطل على جامعة كاليفورنيا، بيركلي، حيث تقوم هذه الجامعة بإدارة وتشغيل المختبر.

## تاريخه
أنشئ المختبر عام 1931 باسم مختبر الإشعاع على يد العالم إرنست أورلاندو لورنس، الذي صمم مسارع الجسيمات الحلقي (السيكلوترون) وحصل على جائزة نوبل عام 1939 على إثر ذلك، وقام هناك بالعديد من الأبحاث.

## المساهمات
ساهم المختبر في مجهودات مشروع مانهاتن لبناء أول قنبلة ذرية، كما لعب دوراً مع مختبر إم آي تي للإشعاع في تطوير الرادار. ومنذ أوائل الخمسينات اقتصر المختبر على إجراء أبحاث علمية غير سرية. حيث يقوم المختبر اليوم بإجراء العديد من الأبحاث في مختلف المجالات، بما فيها الفيزياء الفلكية والاندماج النووي وعلوم الأرض، فيزياء الصحة وعلم الحاسوب وعلم المواد وعلم البيئة. كما لعب المختبر دوراً في أبحاث خرائط الجينوم ومتتابعات الدي أن إيه DNA. ومن الجدير ذكره أن العديد من العناصر الكيميائية قد تم اكتشافها في المختبر، ومنها النبتونيوم البلوتونيوم والأمريكيوم وبركليوم الكاليفورنيوم الأينشتاينيوم المندليفيوم والنوبليوم واللورنسيوم وغيرها.

## البناء
يمتد المختبر على مساحة 200 فدان، وتبلغ الميزانية السنوية للمختبر 803 مليون دولار، ويعمل فيه 3800 شخص (عام 2016)، كما يضم 800 طالب. وقد حاز 11 من الباحثين في المختبر على جائزة نوبل على امتداد عمر المختبر.
بعد وفاة لورنس تغير اسم المختبر إلى اسمه الحالي نسبةً إلى هذا العالم.

## وصلات خارجية
- الموقع الرسمي لمختبر لورنس بيركلي الوطني
- قناة المختبر على موقع اليوتيوب
- موقع وزارة الطاقة الأمريكية